# Mühlfeld (Gemeinde Horn)
Mühlfeld ist ein Ort und eine Katastralgemeinde der Stadtgemeinde Horn im Bezirk Horn in Niederösterreich.

## Geografie
Der Ort liegt am südlichen Rand des Horner Beckens. Die Seehöhe in der Ortsmitte beträgt 324 Meter. Die Fläche der Katastralgemeinde umfasst 4,91 km². Die Einwohnerzahl beläuft sich auf 131 Einwohner (Stand: 1. Jänner 2025).

### Postleitzahl
Mühlfeld hat die Postleitzahl 3580.

## Wirtschaft und Infrastruktur

### Brandschutz
- Freiwillige Feuerwehr Mühlfeld

### Verkehr
Mühlfeld liegt an der Gemeindestraße von Horn nach Rosenburg am Kamp.
Das Linienbusunternehmen PostBus fährt seit 2022 in Mühlfeld die Haltestelle Mühlfeld (NÖ), Ort der Linie 895 (Horn – Gars/Kamp – St. Leonhard/Hornerwald) an.
Die nächstgelegenen Bahnhöfe der ÖBB sind Horn NÖ und Rosenburg an der Kamptalbahn.

### Internetanbindung über Glasfaser
Im Herbst 2020 wurde durch die Kabelplus GmbH ein unterirdisches Glasfasernetz (FTTH) realisiert. Damit sind nach Stand Herbst 2020 für Privatkunden bis zu 500 MBit Übertragungsgeschwindigkeit möglich.

## Geschichte
Der in einer Senke liegende Ort war bereits in urgeschichtlicher Zeit besiedelt. Mühlfeld ist einer der wenigen Fundorte in Österreich mit Belegen für das Mesolithikum in Österreich. Erstmals urkundlich erwähnt wurde der Ort 1223. Seit dem 13. Jahrhundert war Mühlfeld Sitz eines Ministerialengeschlechts, das sich „de Muluelde“ nannte. Nach verschiedenen Besitzwechseln gelangte der im Ortszentrum befindliche Adelssitz 1687 an das Stift Altenburg. 1815 zerstörte ein Brand den größten Teil des Ortes.
Am 1. Oktober 1938 wurde die Orts- und Katastralgemeinde Mühlfeld nach Rosenburg eingemeindet und am 10. Oktober 1945 wieder selbstständig. 1950 wurde das zur Gemeinde Mühlfeld gehörende Gebiet im Taffatal entlang der Kamptalbahn, in dem zahlreiche Sommerfrische-Villen entstanden, nach Rosenburg eingemeindet. Die zu Mühlfeld gehörende Streusiedlung Taffatal besteht seitdem nur noch aus einigen wenigen Häusern bei der Raschmühle. Seit 1. Januar 1970 gehört der Ort zur Stadtgemeinde Horn.

### Bevölkerungsentwicklung
| Jahr      | 1794 | 1830 | 1890 | 1923 | 1951 | 1961 | 1971 | 1991 | 2001 | 2011 |
| --------- | ---- | ---- | ---- | ---- | ---- | ---- | ---- | ---- | ---- | ---- |
| Einwohner | 132  | 166  | 200  | 247  | 163  | 153  | 120  | 112  | 109  | 129  |